# Melone (Guardiagrele)
Melone è una frazione di Guardiagrele. 
La contrada sorge in una zona collinare e conta circa 150 abitanti. L'abitato si divide nelle contrade di località Fraie e località Melone.

## Geografia fisica

### Territorio
Melone si trova in una zona collinare ai piedi della Maiella.

## Storia
Anticamente a Melone sorgeva un grande castello medioevale, citato sin dal IX secolo come "Sant'Angelo in Trifinio", ossia presso tre confini, con Orsogna, Castelnuovo (oggi Castelfrentano) e Guardiagrele. Nel XVIII secolo il castello con la relativa chiesa erano già in degrado, come ricorda anche l'opera di Francesco Paolo Ranieri Memorie storiche e di monumenti di Guardiagrele (edizioni Carabba, Lanciano, 1928); tuttavia Ranieri non menziona l'esatta collocazione del castello, all'epoca sua scomparso quasi del tutto, e non menziona nemmeno alcune carte geografiche settecentesche che mostrano l'area di Guardiagrele, con il feudo di "Colle di Gallo", posto tra Orsogna, Filetto, Guardiagrele, Castelnuovo a sud (a nord nella mappa), e Colle Martino, cioè contrada San Bartolomeo. Fatto sta che l'abitato si trovava presso il bivio Orsogna-Guardiagrele dell'attuale strada provinciale 215 da Lanciano. L'abitato era costituito da poche case alla fine dell'Ottocento.
Alcune voci vogliono che il palazzo baronale, per via della sua imponenza e inespugnabilità, durante la seconda guerra mondiale fu utilizzato come fortezza dai tedeschi, e per questo motivo durante il bombardamento alleato del dicembre 1943  venne completamente distrutto, tanto che dei ruderi che dovrebbero trovarsi presso Colle Martino,  sopra Melone, non rimane nulla. Probabilmente il piccolo centro aveva una chiesa  dedicata a Sant'Angelo o San Martino, dato il toponimo del colle.
A Melone era ubicata la stazione ferroviaria di Guardiagrele della ferrovia Sangritana, esattamente al bivio Orsogna-Guardiagrele della strada provinciale, e per questo motivo la frazione era anche nota con il nome di Guardiagrele Scalo. La stazione non è più in funzione dal 1982, anno di sospensione del servizio passeggeri.

## Chiesa di Sant'Antonio
Il monumento principale è questa piccola chiesa, posta dopo il bivio per Guardiagrele, venendo da Lanciano. La chiesa fu costruita nel primo Novecento, ed è una grande cappella rettangolare intonacata di bianco. La facciata ha portale a sesto acuto, e tre finestre disposte a triangolo, della stessa forma gotica. Il piccolo campanile è una torre, il cui settore cella campanaria si trasforma in una struttura a vela, con tetto spiovente. L'interno è molto semplice, con elementi decorativi nelle pitture della Via Crucis e nella statua del santo.

## Economia
A Melone sorge una zona artigianale che conta circa 3-4 attività.